# 奥古斯特·福斯特

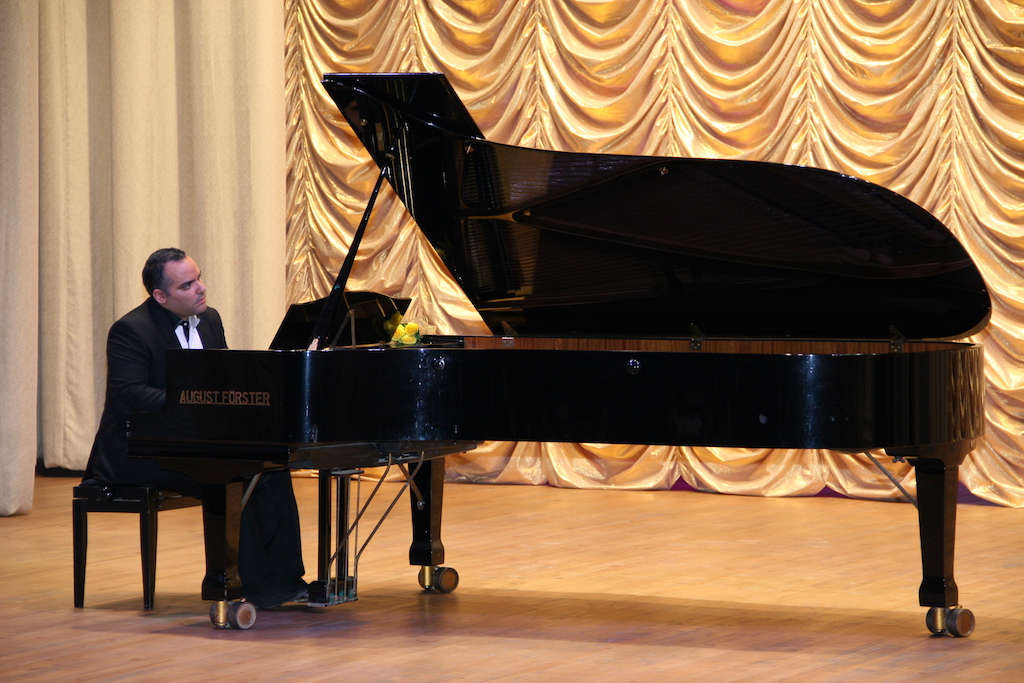
一位钢琴家演奏奥古斯特·福斯特三角钢琴，2015年拍摄。

奥古斯特·福斯特（德语：August Förster）是德国一间钢琴制造商，公司全称为“奥古斯特·福斯特钢琴制造有限责任公司”（德语：August Förster GmbH Kunsthandwerklicher Flügel-und-Pianobau）。公司名又拥有“August Forster”、“August Foerster”等非官方拼写。公司拥有约40名员工，年产三角钢琴约120台，年产立式钢琴约150台。

## 历史
奥古斯特·福斯特（August Förster）1859年4月1日创办于德国勒包，创办人是弗里德里希·奥古斯特·福斯特（Friedrich August Förster）。创办之初是一间小型钢琴作坊。1862年公司扩张时搬至勒包的雅恩街（Jahnstrasse）。 该工厂至今仍为奥古斯特·福斯特所有，并仍在生产钢琴。
1897年，弗里德里希·奥古斯特·福斯特的儿子弗朗茨·凯撒·福斯特（Franz Caesar Förster）从父亲手中接过了总裁的职务。1900年，奥古斯特·福斯特在当时奥匈帝国的伊日科夫（今属捷克）开办了第二家工厂。 弗朗茨·凯撒·福斯特时期的奥古斯特·福斯特钢琴还曾获奥匈帝国皇家认证。

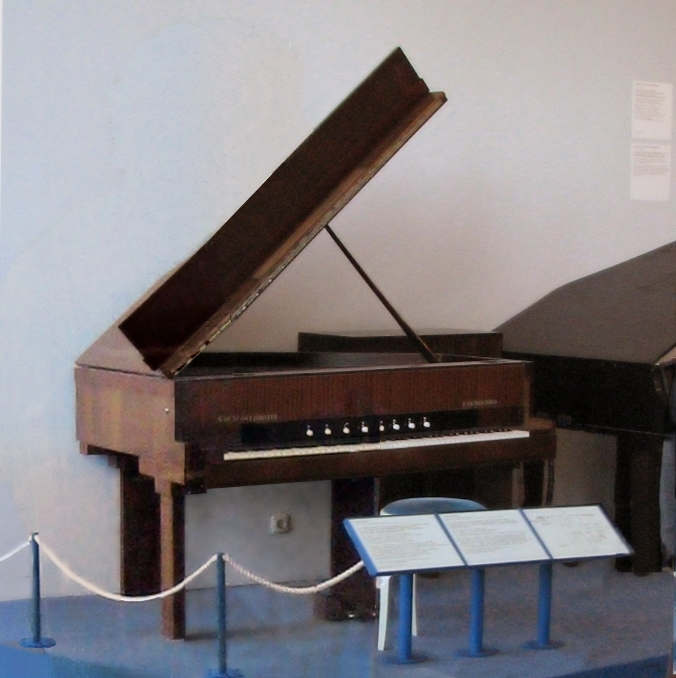
奥古斯特·福斯特出品的Vierling-Förster型电钢琴

1937年，奥古斯特·福斯特开始生产型号为“Vierling-Förster”电钢琴，该型电钢琴由当时供职于柏林工业大学海因里希震荡研究所的奧斯卡·維爾林主持研发，安装有振荡器。
1945年，奥古斯特·福斯特在伊日科夫的工厂被当局国有化。  之后该厂及其产品与奥古斯特·福斯特无关。该厂现属于捷克知名钢琴生产厂商佩卓夫。
两德分裂后，奥古斯特·福斯特成为了东德的私营企业。在1972东德国有化浪潮中，奥古斯特·福斯特成为了东德的国营企业“国营勒包钢琴厂”（VEB Fluegel-und-Pianobau Loebau），为德国钢琴联盟的下属企业，但这时的经理仍是福斯特家族的后人——沃尔夫冈·福斯特（Wolfgang Förster）。 1976年，企业名称改为“国营勒包福斯特钢琴厂”（VEB Förster Pianos Loebau）。同年，奥古斯特·福斯特钢琴开始进入美国市场。两德合并后的1991年，奥古斯特·福斯特的所有权重回福斯特家族。

## 知名用户
许多音乐家都曾使用德国制造的奥古斯特·福斯特钢琴。其中的德国音乐家理查德·施特劳斯、俄罗斯音乐家谢尔盖·谢尔盖耶维奇·普罗科菲耶夫本人就持有奥古斯特·福斯特钢琴。意大利作曲家贾科莫·普契尼所创作的歌剧中也出现过奥古斯特·福斯特钢琴。 包括罗伯特·费舍尔（Robert Fischer）、阿历克斯·杜克（Alex Duke）、安东·库尔蒂在内的多位音乐家均曾表示过对奥古斯特·福斯特钢琴的好评。

## 好评
奥古斯特·福斯特品牌的钢琴曾多次获奖，包括1987年的“Verleihung der Goldmedaille für den Rokokoflügel”。
美国钢琴家拉里·芬在其所著的书中对奥古斯特·福斯特钢琴的评价为“有着优美的音色、良好的控制性、高度的可靠性”。拉里·芬亦经常将奥古斯特·福斯特钢琴与贝希斯坦钢琴、Grotrian-Steinweg钢琴、贝森朵夫钢琴相提并论。

## 流行文化
2002年电影《钢琴家》中曾出现奥古斯特·福斯特品牌的钢琴。

## 在售三角钢琴型号
| 型号 | 长度  | 重量    |
| ---- | ----- | ------- |
| 170  | 5' 8" | 350千克 |
| 190  | 6' 4" | 375千克 |
| 215  | 7' 2" | 470千克 |
| 275  | 9' 1" | 550千克 |

## 在售立式钢琴型号
| 型号   | 高度 | 重量    |
| ------ | ---- | ------- |
| 116D   | 46"  | 215千克 |
| 116E/C | 46"  | 225千克 |
| 125G   | 49"  | 240千克 |
| 125F   | 49"  | 240千克 |
| 134K   | 53"  | 280千克 |

## 延伸阅读
- "Altenburg Piano Hosts August Forster." Music Trades 148.9 (2000): 53.
- Ehrlich, Cyril. The Piano: A History. 英国牛津: Clarendon Press, 1990. ISBN 0-19-816171-9
- Fine, Larry. The Piano Book: Buying and Owning a New or Used Piano, Fourth Edition. Jamaica Plain, MA: Brookside Press, 2005. ISBN 1-929145-01-2
- Good, Edwin. Giraffes, Black Dragons, and Other Pianos: A Technological History from Cristofori to the Modern Concert Grand, Second Edition. 美国加州: 斯坦福大学出版社, 2001. ISBN 0-8047-4549-8
- Williams, John-Paul.  The Piano: An Inspirational Guide to the Piano and Its Place in History.  纽约: Billboard Books, 2002. ISBN 0-8230-8151-6